# Karl Robert von Nesselrode

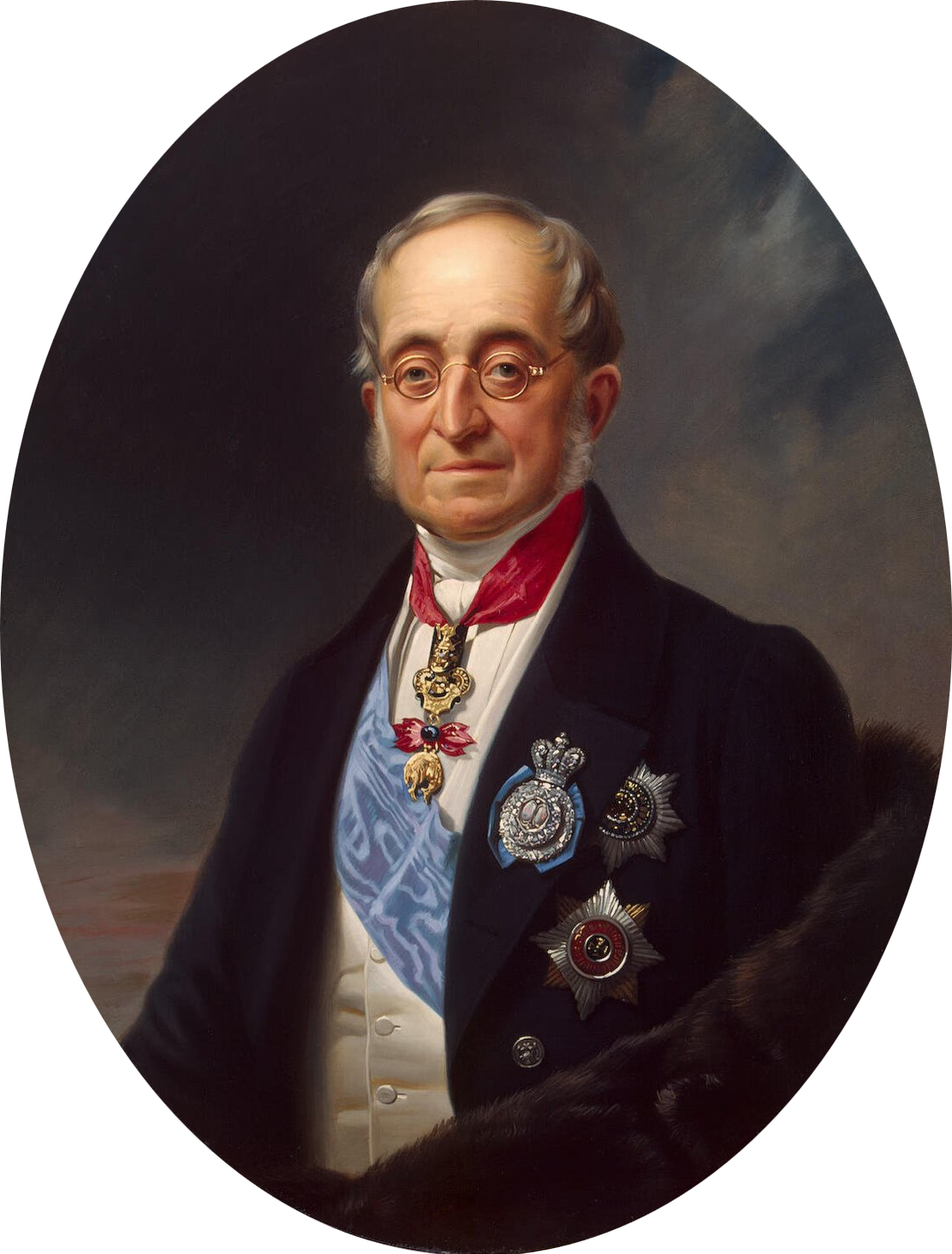
Karl Robert von Nesselrode

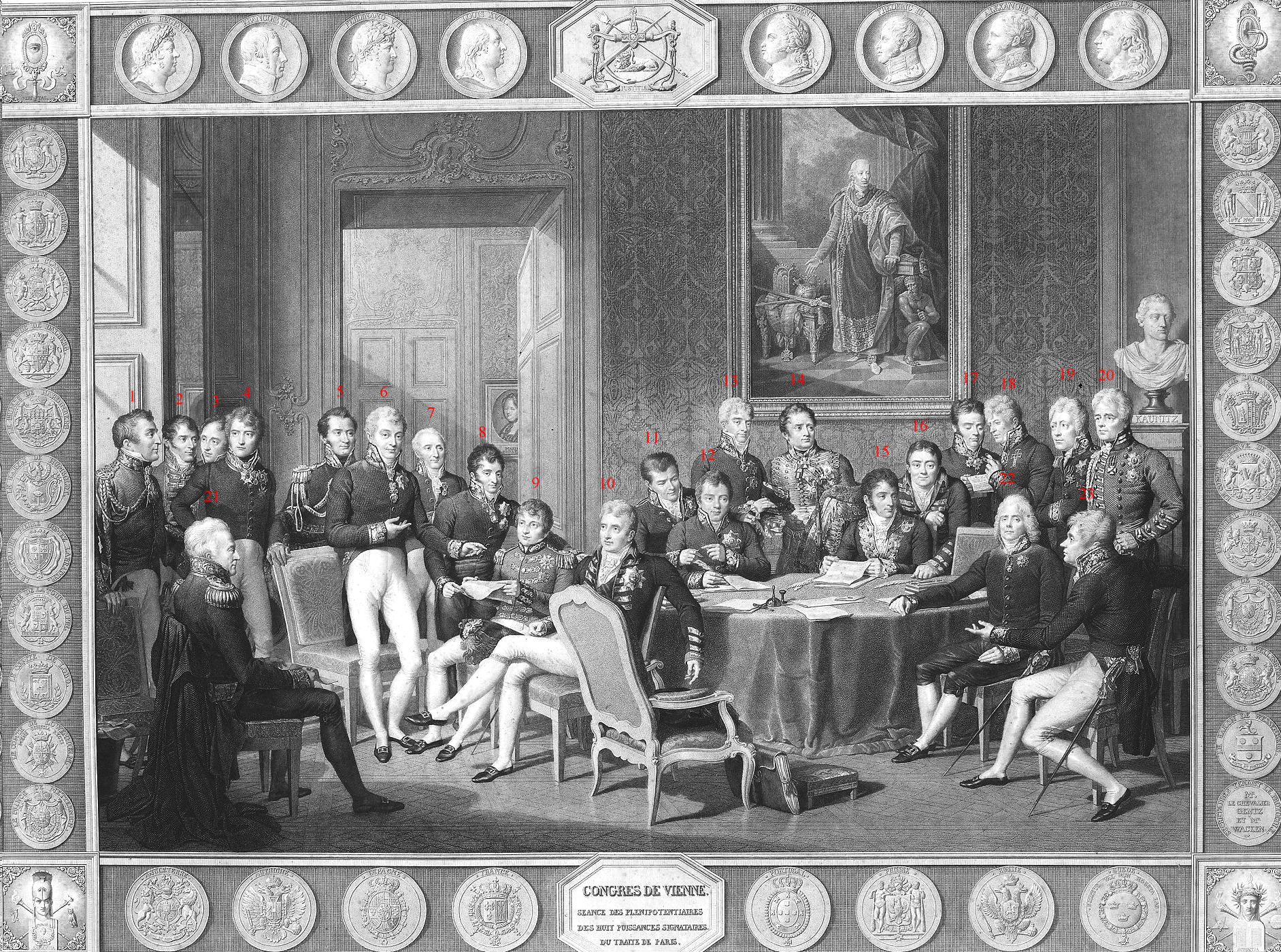
Nesselrode (9. von links) 1814 beim Wiener Kongress (zeitgenössische Abbildung)

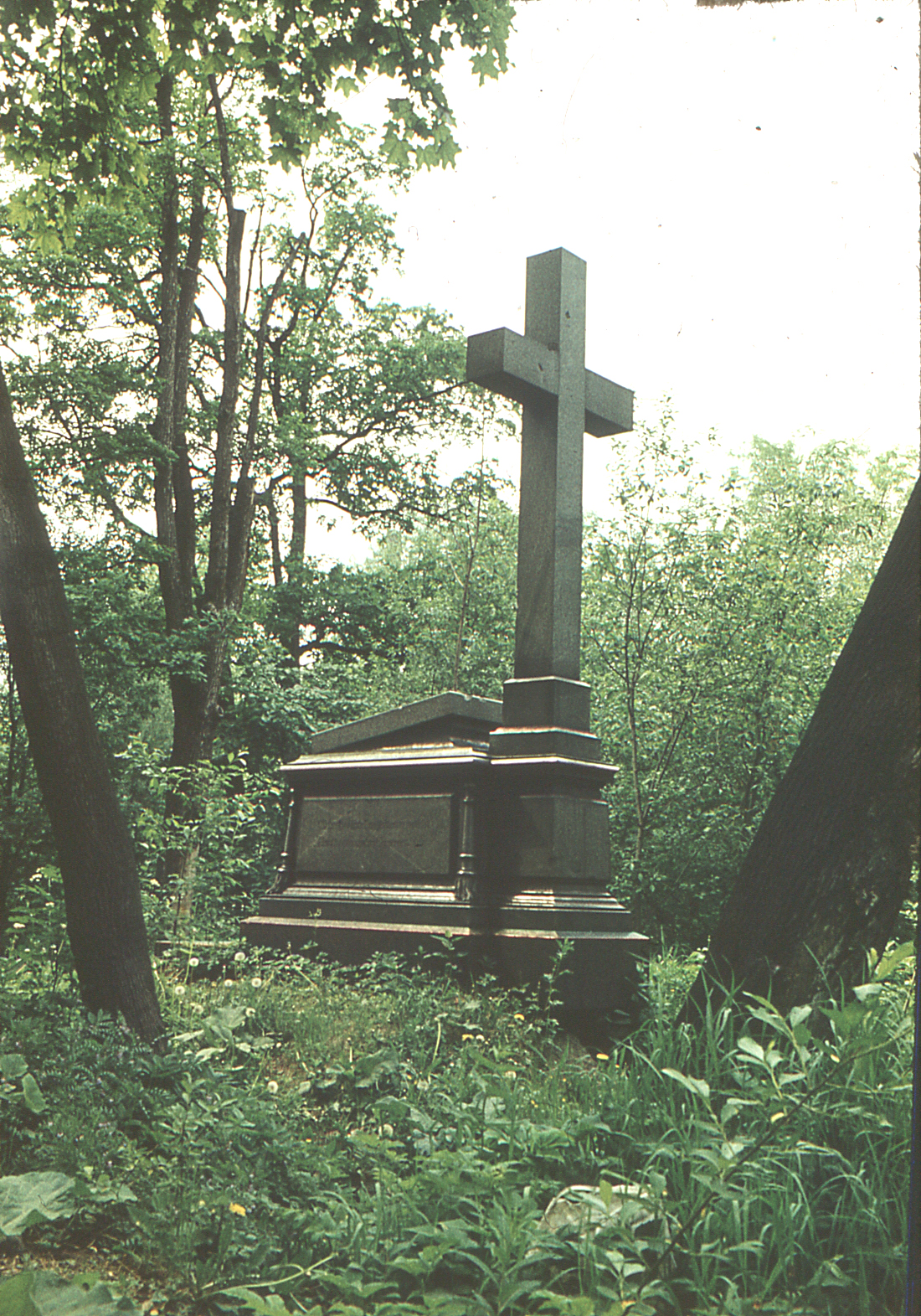
Grab Nesselrodes auf dem lutherischen Friedhof in Sankt Petersburg

Karl Robert Reichsgraf von Nesselrode-Ehreshoven (russisch Карл Васильевич Нессельроде/ Karl Wassiljewitsch Nesselrode; * 14. Dezember 1780 in Lissabon; † 11. Märzjul. / 23. März 1862greg. in Sankt Petersburg) war ein russischer Diplomat, Außenminister und Kanzler.

## Leben

### Familie und Jugend
Die Familie Nesselrode ist ein altes bergisches Adelsgeschlecht. Durch seine Taufe in der Kapelle der britischen Botschaft wurde er mit Rücksicht auf seine protestantische Mutter Luise geb. Gontard (1746–1785) Mitglied der Church of England. Sein Vater Wilhelm von Nesselrode (1728–1810), seit 1778 in russischen Diensten, war russischer Gesandter in Lissabon (Portugal). Der Domherr Johann Franz von Nesselrode-Ehreshoven (1754–1816) war sein Onkel.
1787 wurde sein Vater russischer Botschafter in Preußen, Karl Robert erhielt seine Schulausbildung in Berlin. Im Alter von 16 Jahren trat er in die russische Marine ein; durch den Einfluss seines Vaters erhielt er die Position einer Ordonnanz bei Zar Paul. Er wechselte zum Heer (unter Zar Alexander I.) und schließlich in den diplomatischen Dienst.
Obwohl er über Jahrzehnte die politischen und diplomatischen Interessen des russischen Reiches vertrat, konnte Nesselrode die russische Sprache weder lesen noch schreiben und nur gebrochen sprechen.

### Diplomat
1802 arbeitete er bei der russischen Gesandtschaft in Berlin, dann bei derjenigen in Stuttgart. 1805 bis 1806 war er als Legationssekretär und Geschäftsträger (Chargé d’affaires) in Den Haag tätig. 1806 bereiste er Süddeutschland, um über die dort im Vierten Koalitionskrieg operierenden französischen Truppen zu berichten. Er wurde dann diplomatischer Sekretär der Generale Michail Kamenski, Buxhoeveden und Levin August von Bennigsen. Dabei nahm er im Februar 1807 an der Schlacht bei Preußisch Eylau und den anschließenden Verhandlungen zum Frieden von Tilsit teil. 1807 wurde er Gesandtschaftsrat in Paris.

### Staatsmann
Im Krieg Frankreichs gegen Russland 1812–1814 entwarf Nesselrode viele von den verbündeten Mächten erlassene Noten, Erklärungen und Verträge, auch den Pariser Frieden vom 30. Mai 1814.
Im Jahr 1814 wurde Nesselrode Staatssekretär. Während des Wiener Kongresses war er Leiter der russischen Delegation, wobei Zar Alexander I. durch seine persönliche Teilnahme oft als sein eigener Außenminister agierte. Am 9. August 1816 wurde Nesselrode Außenminister. Bereits am 7. Januar 1819 verlieh ihm König Friedrich Wilhelm III. von Preußen für seine Verdienste den Schwarzen Adlerorden. Bis zu dessen Rücktritt 1821 arbeitete er mit dem Staatssekretär Graf Ioannis Kapodistrias zusammen.
Für einen Zeitraum von fast vierzig Jahren galt Nesselrode als einer der führenden konservativen Politiker der Heiligen Allianz. Er begleitete Alexander I. auf den Aachener Kongress, den Troppauer Fürstenkongress, den Laibacher Kongress und den Veroneser Kongress. Unter Kaiser Nikolaus, der ihm 1826 bedeutende Besitzungen im südlichen und westlichen Russland verlieh, wurde er 1829 Vizekanzler, 1845 Kanzler des russischen Reichs. Seit 1834 war er Ehrenmitglied der Russischen Akademie der Wissenschaften in St. Petersburg.
Wichtige Ereignisse seiner Amtszeit waren 1849 die Intervention russischer Truppen in Ungarn zur Niederschlagung des Aufstands unter Führung von Lajos Kossuth gegen die Habsburger, sowie 1853 bis 1856 der Krimkrieg, der mit einer Niederlage Russlands endete. Nesselrode nahm an den Verhandlungen zum Pariser Frieden vom 30. März 1856 über die Beendigung des Krimkrieges teil.
Am 15. April 1856 nahm er seinen Abschied. Bereits vorher, am 16. Juni 1851, hatte ihm König Friedrich Wilhelm IV. von Preußen zusätzlich zum Schwarzen Adlerorden die höhere Stufe mit Brillanten verliehen.
Seine Autobiographie erschien 1866 postum. Sein Nachfolger als Außenminister wurde Fürst Alexander Michailowitsch Gortschakow. Nesselrode hatte zwei Töchter, Elena Karlovna (1815–1875) und Marija Karlovna (1820–1888). Sein einziger Sohn Dimitri Graf von Nesselrode (1816–1891) war ebenfalls in russischen Diensten Staatsrat und kaiserlicher Obersthofmeister.

## Erinnerung
An Nesselrode erinnert der Name verschiedener Dessert-Speisen mit pürierten Maronen, so die Creme a la Nesselrode, Eis nach Nesselrode, eine Eisbombe mit Maronen und Maraschino, und Nesselrode Pie. Das Originalrezept soll von Nesselrodes Koch in Paris stammen.